# Viorel Moldovan
Dinu Viorel Moldovan (Bistrita, 8 de julio de 1972) es un exfutbolista y entrenador rumano, que jugaba como delantero. Formó parte de la Selección de fútbol de Rumania en los 90's. Su último equipo como entrenador fue el AJ Auxerre en 2016.
Los mejores años de su vida deportiva se dieron entre 1998 y 2000 con el Fenerbahçe turco y con la selección nacional rumana.
El 26 de mayo de 2016, firma como nuevo técnico del AJ Auxerre, siendo destituido 4 meses después.

## Selección nacional
Para Rumania, Moldovan jugó 70 partidos, marcando goles en 26 ocasiones. Fue seleccionado por su país en la Copa Mundial de Fútbol de 1994 con casi 22 años donde no disputó minutos y la Copa Mundial de Fútbol de 1998 donde fue titular anotando dos goles; ante Inglaterra y a Túnez. Disputó también la Eurocopa 1996 donde entró desde el banco los 3 partidos y la Eurocopa 2000, donde fue titular y anotó un gol contra Alemania.

### Participaciones en torneos internacionales
| Mundial              | Sede              | Resultado        | Partidos | Goles |
| -------------------- | ----------------- | ---------------- | -------- | ----- |
| Copa Mundial de 1994 | Estados Unidos    | Cuartos de final | 0        | 0     |
| Copa Mundial de 1998 | Francia           | Octavos de final | 4        | 2     |
| Eurocopa 1996        | Inglaterra        | Primera Ronda    | 3        | 0     |
| Eurocopa 2000        | Bélgica y Holanda | Cuartos de final | 4        | 1     |

## Clubes

### Como jugador
| Club            | País                   | Año         |
| --------------- | ---------------------- | ----------- |
| Gloria Bistrița | Rumania                | 1990-1993   |
| Dinamo Bucurest | Rumania                | 1993-1995   |
| Neuchâtel Xamax | Suiza                  | 1995 - 1996 |
| Grasshopper     | Suiza                  | 1996-1998   |
| Coventry City   | Inglaterra             | 1998        |
| Fenerbahçe      | Turquía                | 1998 - 2000 |
| FC Nantes       | Francia                | 2000-2003   |
| Al-Wahda        | Emiratos Árabes Unidos | 2003        |
| FC Nantes       | Francia                | 2003-2004   |
| Servette FC     | Suiza                  | 2004 - 2005 |
| Timișoara       | Rumania                | 2005        |
| Rapid Bucarest  | Rumania                | 2006 - 2007 |

### Como entrenador
| Club                                       | País    | Año       |
| ------------------------------------------ | ------- | --------- |
| Vaslui                                     | Rumania | 2008–2009 |
| Brașov                                     | Rumania | 2009–2010 |
| Sportul Studențesc                         | Rumania | 2010      |
| Rapid București                            | Rumania | 2013–2014 |
| Selección sub-21 de Rumania                | Rumania | 2014      |
| Selección de fútbol de Rumanía (Asistente) | Rumania | 2014-2016 |
| AJ Auxerre                                 | Francia | 2016      |

## Palmarés

### Jugador
- Campeonato suizo : 1997-1998.
- Liga de Francia: 2000-2001.
- Supercopa de Francia : 2001.
- Copa de Rumania : 2005-2006, 2006-2007.
- Supercopa de Rumanía : 2006.

### Distinciones individuales
- Máximo Goleador de la Superliga Suiza : 1996, 1997.
- Mejor jugador extranjero de la Superliga Suiza : 1996, 1997.